# Starzec wodny
Starzec wodny (Jacobaea aquatica (Hill) P. Gaertn., B. Mey. & Scherb., syn. Senecio aquaticus Hill ) – gatunek rośliny wieloletniej z rodziny astrowatych. 

## Występowanie i środowisko
Występuje w  całej Europie. W Polsce bardzo rzadki, na zachodzie kraju.
Rośnie na mokrych łąkach, młakach, łęgach, źródliskach, na brzegach wód stojących i wolno płynących, często w większych ilościach. 

## Morfologia i biologia

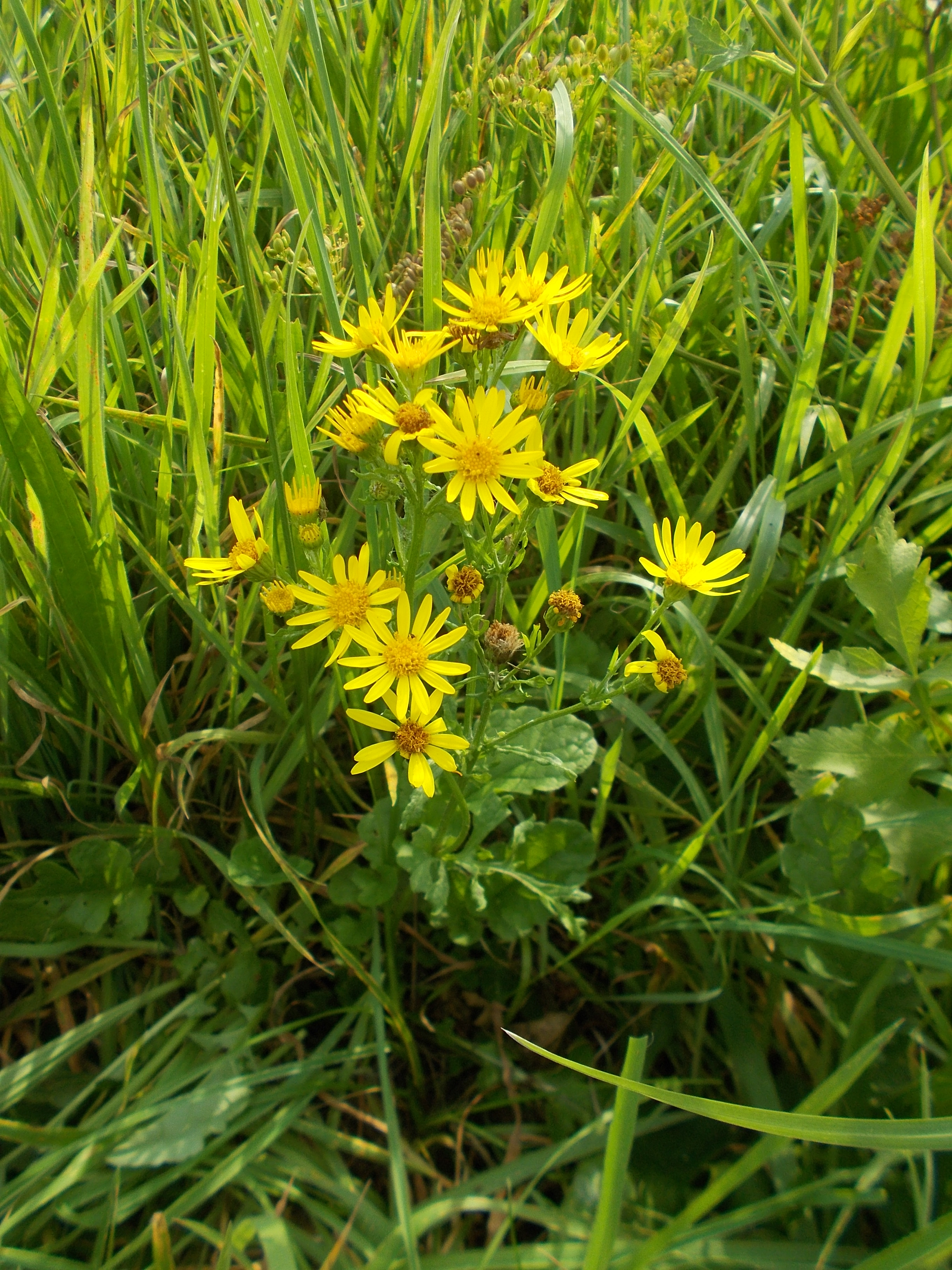
Pokrój

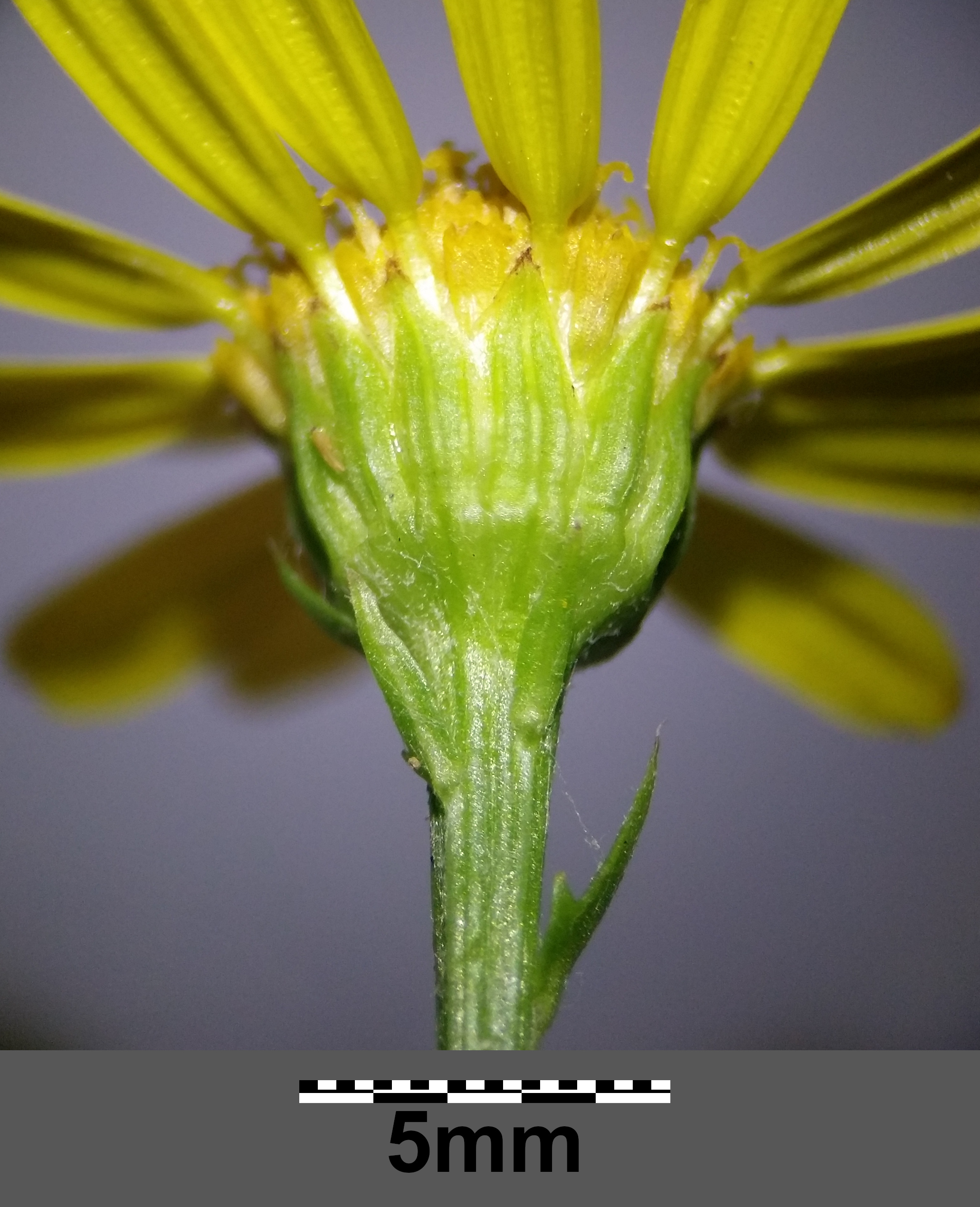
Okrywa koszyczka

PokrójŁodyga wzniesiona, wysokość od 15 do 60 cm, gałęzie odchylając się do tyłu.
Liściepierzastodzielne ze skierowanymi do przodu 3 lub 4 wąskimi parami odcinków i jednym większym szczytowym, dolne liście niepodzielone. Kolor liści żółtozielony.
Kwiatyzebrane w koszyczki kwiatowe o średnicy 2–3 cm, zebrane w groniastą, bezlistną wiechę. Kwiatki języczkowe o długości 1–1,2 cm. Kwiaty koloru żółtego. Kwitnie od czerwca do października.

## Zagrożenia i ochrona
Umieszczony na polskiej czerwonej liście w kategorii NT (bliski zagrożenia).